# Clio (Alabama)
Clio er en by i den sydøstlige del af delstaten Alabama i USA. Byen har 1.220 (2020) indbyggere.
Clio er beliggende i det amerikanske county Barbour County tæt på grænsen til staten Georgia.